# Hipòloc de Larisa
Hipòloc (grec antic: Ἱππόλοχος, llatí: Hippolochus) fou un militar tessali que al començament de la guerra contra Antíoc III el Gran, el govern local de Larisa de Tessàlia el va enviar a ocupar la fortalesa de Feres amb una forta guarnició, però no hi va poder arribar i es va retirar a Escotussa, on aviat es va haver de rendir a Antíoc. Va poder partir d'allà amb les seves tropes amb tota seguretat, segons que diu Titus Livi.